# (8834) Anacardium
(8834) Anacardium (1989 SX2) – planetoida z pasa głównego asteroid okrążająca Słońce w ciągu 5,68 lat w średniej odległości 3,18 au. Odkryta 26 września 1989 roku.